# Callista chione
Callista chione (Bruine venusschelp of Mediterrane lakvenusschelp) is een tweekleppigensoort uit de familie Veneridae. De wetenschappelijke naam van de soort is in 1758 door Linnaeus als Venus chione in de tiende editie van Systema naturae.
Callista chione heeft dikschalige, ovaalronde schelpen. Het schelpoppervlak vertoont stralende banden.
De schelpen worden in veel landen rond de Middellandse Zee gegeten.
Rechter en linker klep van hetzelfde exemplaar:

Rechter klep
Linker klep